# Ottonville
 Ottonville  es una población y comuna francesa, en la región de Lorena, departamento de Mosela, en el distrito de Boulay-Moselle y cantón de Boulay-Moselle.

## Demografía
| 351 | 352 | 332 | 364 | 339 | 384 |
| Para los censos de 1962 a 1999 la población legal corresponde a la población sin duplicidades (Fuente: INSEE [Consultar]) |     |     |     |     |     |